# Euglossa oleolucens
Euglossa oleolucens là một loài Hymenoptera trong họ Apidae. Loài này được Dressler mô tả khoa học năm 1978.